# Levkon I.
Levkon I. Bosporski (grško Λευκὼν, Leukon) iz Spartokidske dinastije je bil od leta 389 do 349 pr. n. št. vladar Bosporskega kraljestva, * okoli 410 pr. n.  št., † 349 pr. n. št.
Bil je verjetno največji vladar Bosporskega kraljestva. 
Bil je sin kralja Satira I. (432–389 pr. n. št.) in vnuk Spartoka I., prvega spartokidskega vladarja Bosporskega kraljestva. Levkon I. je vladal svojemu kraljestvu skupaj s svojim bratom Gorgipom I.,  ki je iz Gorgipije, imenovane po njem,  vladal vzhodnemu delu kraljestva. Levkona I. sta nasledila njegova sinova Spartok II. (349–342 pr. n. št.) in Perisad I. (349–309 pr. n. št.).
Nadaljeval je očetovo vojno proti Teodoziji in Hersonu s ciljem vključitve vseh grških kolonij v Bosporsko kraljestvo.  Potem, ko je  premagal Oktamasada, je Sinde naredil za svoje vazale. Na napisu iz Nimfeja je opisan kot "arhont Bosporja, Teodozije in vse Sindike".  Vzpostavil je politične in trgovinske odnose z državami zunaj Črnega morja, predvsem z Atenami, trgovinskim partnerjem in prijateljem Spartokidov. 

## Zgodnje življenje in vladanje
Levkon je bil sin Satirja I., vladarja Bosporskega kraljestva. NJegov učitelj je bil morda starogrški govornik Izokrat. Na prestol je prišel po smrti svojega očeta med neuspešnim prvim obleganjem Teodozije. Za svoje grške podložnike je bil zgolj "arhont", za negrška plemena pod svojo oblastjo pa "kralj". Atenci so nanj gledali kot na tirana, a kljub temu prijatelja Aten. Udeležen je bil v očetovi neuspešni vojni proti barbarski kraljici Tirgatao iz Iksomateje, kjer je bil njegov brat Metrodor ubit kot talec. Kot kralj je sprva brez uspeha napadel mesto Teodozijo, a je z napadi nadaljeval, dokler ni s pomočjo Pontske Herakleje osvojil mesta.  
Neznano kdaj med svojo vladavino se je poročil s Teodozijo, verjetno hčerko vplivnega bosporskega diplomata Sopeja. Z njo e imel tri sinove: Spartoka II., Apolonija in Perisada I.
Levkon je izvedel napol goljufivo denarno reformo: iz kraljestva je odpoklical vse kovance in jih nato prekoval v nove z dvojno nominalno vrednostjo.
Tudi on se je soočal z uporom svojih podložnikov in moral pridobiti pomoč trgovcev, da je uspešno zadušil upor, ki so ga podžigali nekateri člani njegovega dvora in celo zaupni prijatelji. Enej Taktik, eden od najzgodnejših grških piscev o umetnosti vojskovanja, je v svojem delu Kako preživeti obleganje zapisal, da je odpustil vse svoje osebne stražarje, ki so imeli igralniške dolgove, ker jim med obleganjem mesta ni zaupal.

## Vojaški pohodi
Levkon je od svojega očeta podedoval več vojn, vključno s tisto proti Meotom, ki jih je vodila kraljica Tirgatao, in se je končala z neuspešnim obleganjem Teodozije in terjala očetovo življenje. On in njegov brat Gorgip sta po porazu sklenila mir z Meoti in svojo pozornost usmerila na zahod.

### Obleganje Teodozije (okoli 365 pr. n. št.)
Po očetovi smrti in svojem vzponu na prestol je Levkon dvakrat oblegal Teodozijo. Prvo obleganje se je končalo s porazom zaradi  generala Tiniha, ki ga je poslala Herakleja Pontska, da bi razbremenil mesto. Generalu je to kljub manjšemu številu vojakov z zvijačo tudi uspelo.

### Oleganje Teodozije (okoli 360 pr. n. št.)
Levkon je 5 let kasneje znova oblegal Teodozijo v nenadnem napadu, preden je mesto uspelo dobiti pomoč Heraklejcev. Mogoče je tudi, da so se Heraklejci umaknili pred Levkonovim napadom zaradi spremembe oblasti v Herakleji  iz oligarhije v tiranijo pod Klearhom Heraklejskim. 
Heraklejci so ga nato napadli na njegovem ozemlju. Levkon je ugotovil, da bodo njegove čete  zlahka uničili,, zato je svoje skitske vojake postavil v ozadje in jim dal jasna navodila, da morajo pobiti vse njegove može, ki bodo pobegnili. Ta ukrep je njegovi vojski pomagal premagati Heraklejce. Kmalu po zmagi je Levkon s Heraklejo sklenil mirovni sporazum in s tem končal vojno. 

### Priključitev Sindskega kraljestva
Levkon je nato usmeril pozornost na Sindsko kraljestvo, v katerem je prišlo do dinastičnega spora med kraljem Hekatajem in njegovim sinom in naslednikom Oktamasadom. Pred bitko pri Labritaju se je Levkon "zaobljubil, da bo (po zmagi) postavil spomenik, ne lokalnemu Apolonu iz Labrisa, ampak vrhovnemu božanstvu in pokrovitelju vseh Bosporcev, Apolonu Zdravitelju". Po zmagi nad Oktamasadom je Levkon morda prepričal Hekataja, da mu je predal oblast, saj je bil kmalu zatem razglašen za "kralja vseh Sindov".

## Kasnejša leta

### Konflikt z Memnonom Rodoškim
V zadnjih letih Levkonove vladavine je verjetno Pontska Herakleja najela Memnona z Rodosa, slavnega gverilskega borca, ki se je boril z Aleksandrom Velikim. S svojo delegacijo ga je poslala k Levkonu, da bi izvedel, kako veliko vojsko ima. Ko je Memnon izvedel, da vojska ni velika, ga je napadel in z zvijačo porazil.

### Odnosi z Atenami
Atenci so Levkona cenili, ker je večino bosporskega žita izvozil prav v Atene. Zaradi omejitev, ki jih je Atenam postavila Šparta med peloponeško vojno, Atene leta 356 pr. n. št. niso mogle plačati dobavljenega žita. Levkon jim je takrat dal 400.000 medinmojev (okoli 16.380 t) žita brezplačno. V  Atenah so ga zato zelo hvalili, mu podelili državljanstvo ter v Atenah postavili kipe njega in njegovih sinov. To politiko so nadaljevali tudi  njegovi potomci. Spartok III. je Atenam podaril  15.000 medimnojev žita (približno 590 t) in ohranjal prijateljstvo z Atenami. Levkon je dal atenskim ladjam tudi privilegije in jih po pristanku v njegovih pristaniščih ni obdavčil.  

### Smrt in nasledstvo
Levkon je umrl leta 349 pr. n. št. po približno štiridesetih letih vladanja. Ob smrti je bil star vsaj šestdeset let, kar pomeni, da je bil rojen okoli leta 410 pr. n. št.  ali prej. Njegovo truplo naj bi bilo položeno v Kraljevi kurgan, grobišče na obrobju Pantikapeja, kjer so bili pokopani prejšnji bosporski vladarji. Levkonovi potomci so vladali Bosporju še dve stoletji, dokler ni bil Perisad V. ubit  med skitsko vstajo.